# Nanortalik skole
Nanortalik skole er en skole i byen Nanortalik i den sydlige del af Grønland.
Skolen dækker 1. til 11. klassetrinn. De har ca. 200 skoledage om året, med undervisning 5 dage om ugen.
Skolens bibliotek er også åbent udenfor skoletiden mandage og onsdage. Her findes litteratur på både grønlandsk og dansk; både bøger, tidsskrifter, aviser og lydbøger.